# Doubravice u Volyně
Doubravice u Volyně je vesnice, část městyse Čestice v okrese Strakonice v Jihočeském kraji. Nachází se asi dva kilometry severovýchodně od Čestic, rozložena po levé straně údolí potoka Peklov. Prochází zde silnice II/170. Je zde evidováno 56 adres. V roce 2011 zde trvale žilo 73 obyvatel.
Doubravice u Volyně je také název katastrálního území o rozloze 2,13 km². Doubravice u Volyně leží i v katastrálním území Počátky u Volyně o rozloze 0,85 km².

## Historie
První písemná zmínka o vesnici pochází z roku 1251.

## Obyvatelstvo
| Rok            | 1869 | 1880 | 1890 | 1900 | 1910 | 1921 | 1930 | 1950 | 1961 | 1970 | 1980 | 1991 | 2001 | 2011 | 2021 |
| -------------- | ---- | ---- | ---- | ---- | ---- | ---- | ---- | ---- | ---- | ---- | ---- | ---- | ---- | ---- | ---- |
| Počet obyvatel | 206  | 205  | 185  | 183  | 194  | 192  | 166  | 127  | 199  | 181  | 151  | 100  | 84   | 73   | 81   |
| Počet domů     | 33   | 33   | 30   | 30   | 30   | 30   | 31   | 31   | 74   | 47   | 45   | 48   | 49   | 50   | 50   |

## Obecní správa
Při sčítání lidu v letech 1850–1909 Doubravice u Volyně byla osadou městyse Čestice v okrese Strakonice. V letech 1910–1973 byla samostatnou obcí v okrese Strakonice. Od 1. ledna 1974 je opět částí městyse Čestice v okrese Strakonice. V letech 1910–1920 k obci patřil Radešov a v letech 1910–1920 a v letech 1960–1973 také Střídka.

## Pamětihodnosti
- Tvrz Doubravice – z gotické tvrze, vyvrácené v 16. století, se dochovala dvoupatrová hranolová obytná věž.

## Galerie

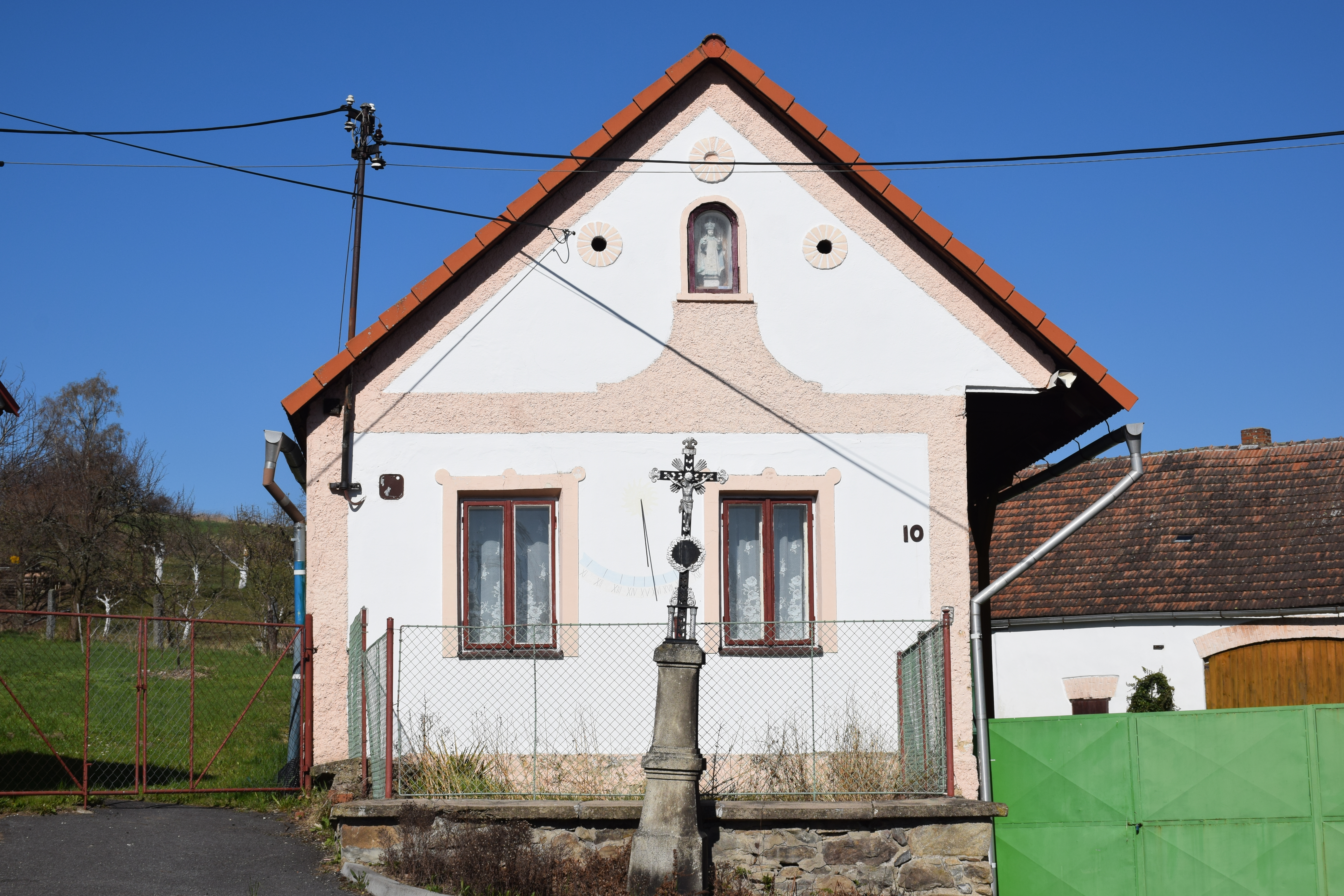
Křížek před domem čp.10
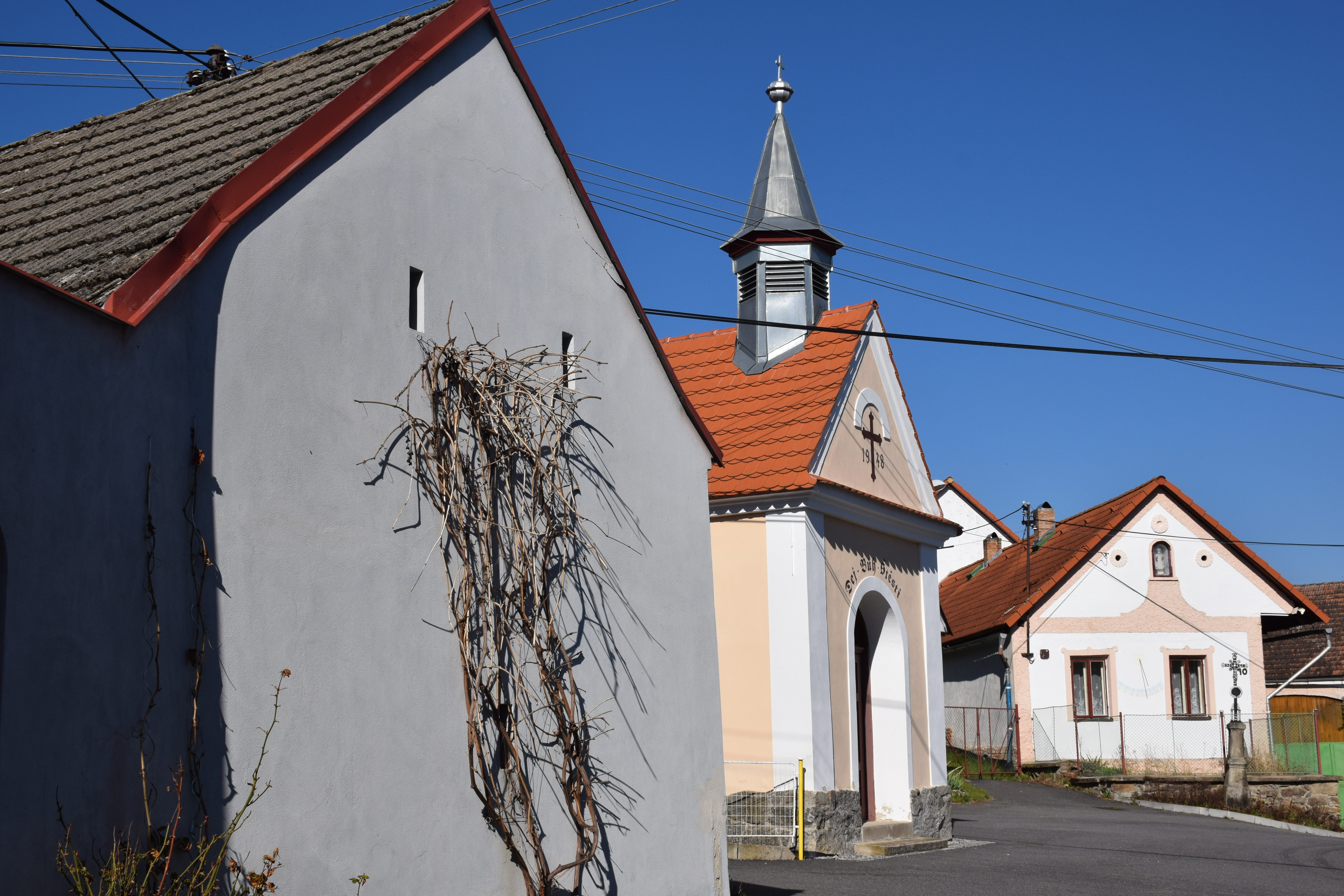
Pohled do vsi
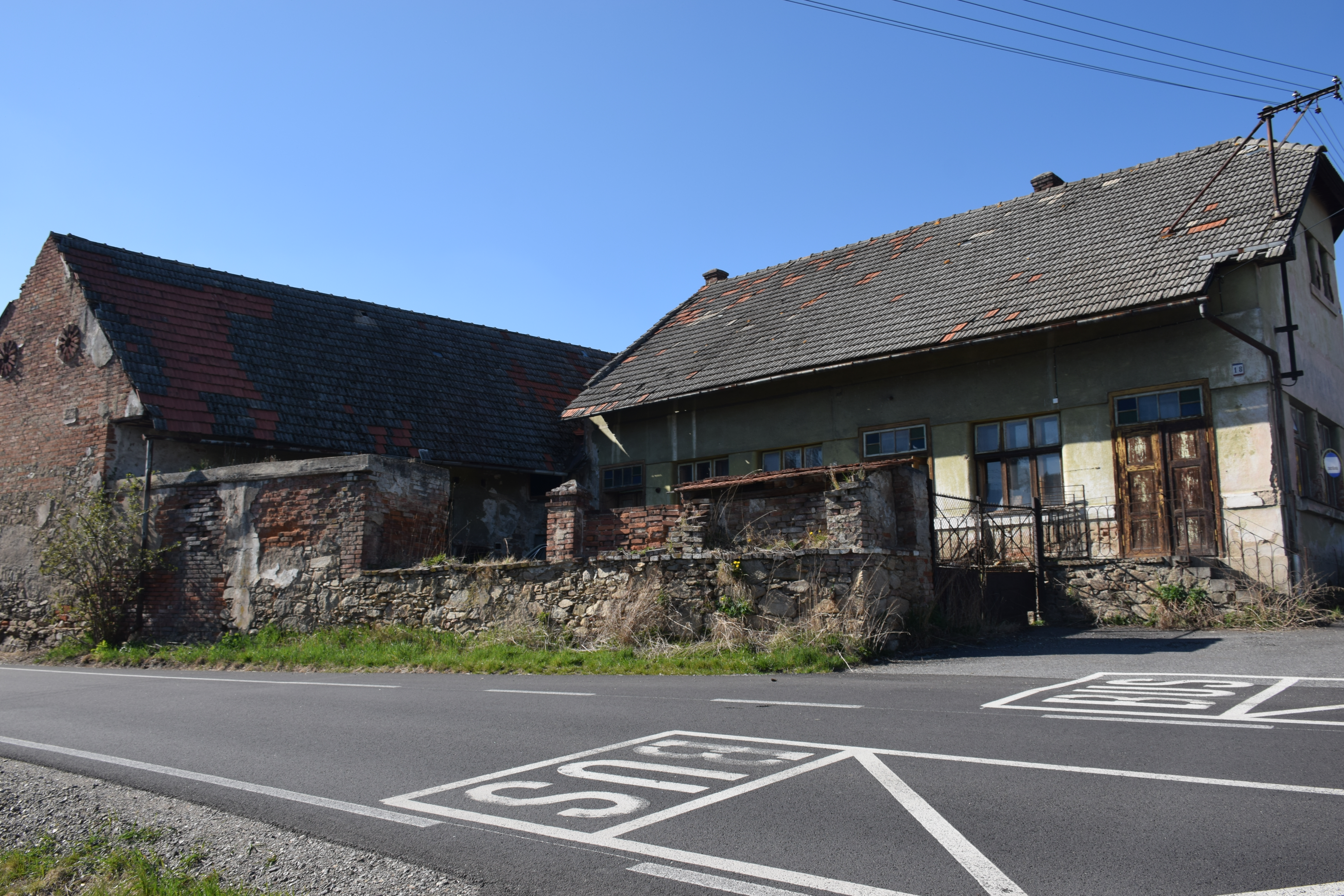
Zastávka autobusu
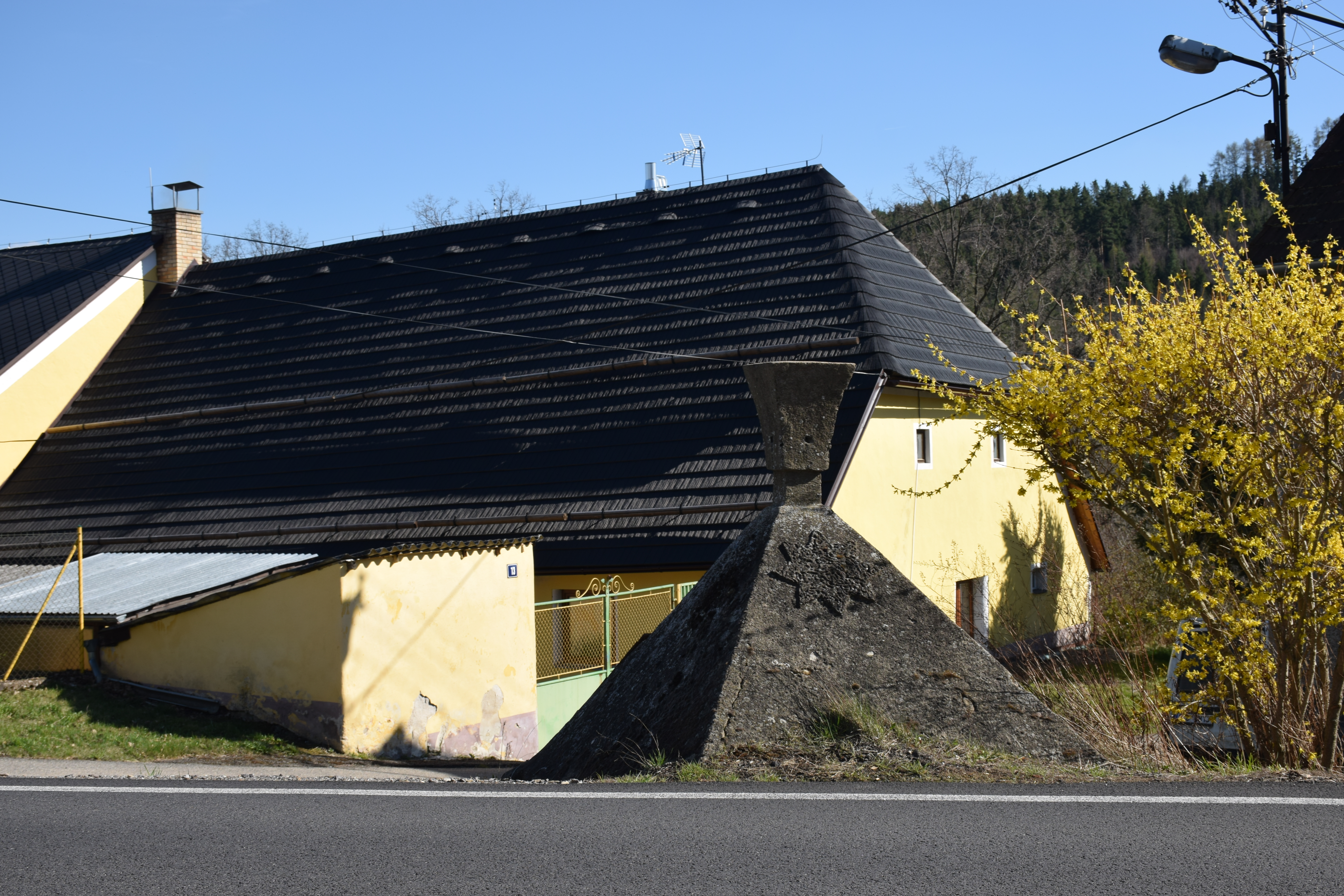
Studna s víkem